# (6403) Steverin
(6403) Steverin (1991 NU) – planetoida z pasa głównego asteroid okrążająca Słońce w ciągu 4,18 lat w średniej odległości 2,59 j.a. Odkryta 8 lipca 1991 roku.